# هوندا إكسبرس
هوندا إكسبرس(بالإنجليزية: Honda Express)‏ هي دراجة نارية من تصنيع هوندا.